# 譚文化
谭文化（？—1644年），號印在，四川潼川州蓬溪县人。明朝政治人物。

## 生平
萬曆四十年（1612年）壬子科四川鄉試四十五名舉人，天啓二年（1622年）壬戌科会试二百七十二名，三甲一百六十六名進士，户部观政，三年授河南洧川县知县，五年考察，改任教授。六年补山西平阳府教授，崇祯二年升南国子监助教，三年升刑部云南司主事，六年改任兵部车驾司主事，七年革职解组归。张献忠贼犯蜀，欲招致之，骂贼不屈而死。